# Leucophenga pentapunctata
Leucophenga pentapunctata är en tvåvingeart som beskrevs av Panigrahy och Gupta 1982. Leucophenga pentapunctata ingår i släktet Leucophenga och familjen daggflugor. Inga underarter finns listade i Catalogue of Life.